# Campylaspis antipai
Campylaspis antipai är en kräftdjursart som beskrevs av Mihai Bacescu och Petrescu 1989. Campylaspis antipai ingår i släktet Campylaspis och familjen Nannastacidae. Inga underarter finns listade i Catalogue of Life.